# Cocawine

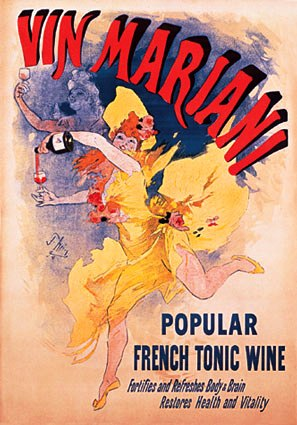
Cartel publicitario de Jules Chéret del Vin Mariani, 1894.

Coca wine (denominado a veces como Cocawine) fue una bebida alcohólica elaborada con vino y extracto de hoja de coca. La marca registrada de este tipo de bebida más popular fue el Vin Mariani desarrollado en el año 1863 por el curandero y empresario Angelo Mariani. Fue una bebida muy popular en su tiempo, a finales del siglo XIX, ya que se le atribuía a la bebida numerosas propiedades medicinales.

## Historia
En la ciudad de Atlanta, el farmacéutico John Pemberton desarrolló un cóctel propio fundamentado en la idea del Vin Mariani y lo denominó: Pemberton's French Wine Coca. Pronto se probaría que esta bebida se hacía muy popular entre los consumidores norteamericanos. Pero en el año 1886, cuando el estado de Georgia introdujo la ley seca, tuvo que reemplazar en su receta el vino por una bebida no alcohólica, añadiendo sirope. La nueva receta daría lugar a la Coca-Cola. A finales del siglo XIX el miedo creciente al posible abuso de  drogas por parte de los consumidores hizo que se quitara de los ingredientes la coca, sustituida por cafeína, pero permaneciendo el nombre.